# Marie-Josèphe d'Autriche (1751-1767)
Pour les articles homonymes, voir Marie-Anne-Josèphe d'Autriche, Marie-Josèphe d'Autriche (1687-1703) et Marie-Josèphe d'Autriche.
Marie-Josèphe Gabrielle Jeanne Antoinette Anne d'Autriche, en allemand Maria Josepha Gabriella Johanna Antonia Anna, née le 19 mars 1751 à Vienne, morte le 15 octobre 1767 à Vienne, est une archiduchesse d'Autriche.

## Biographie

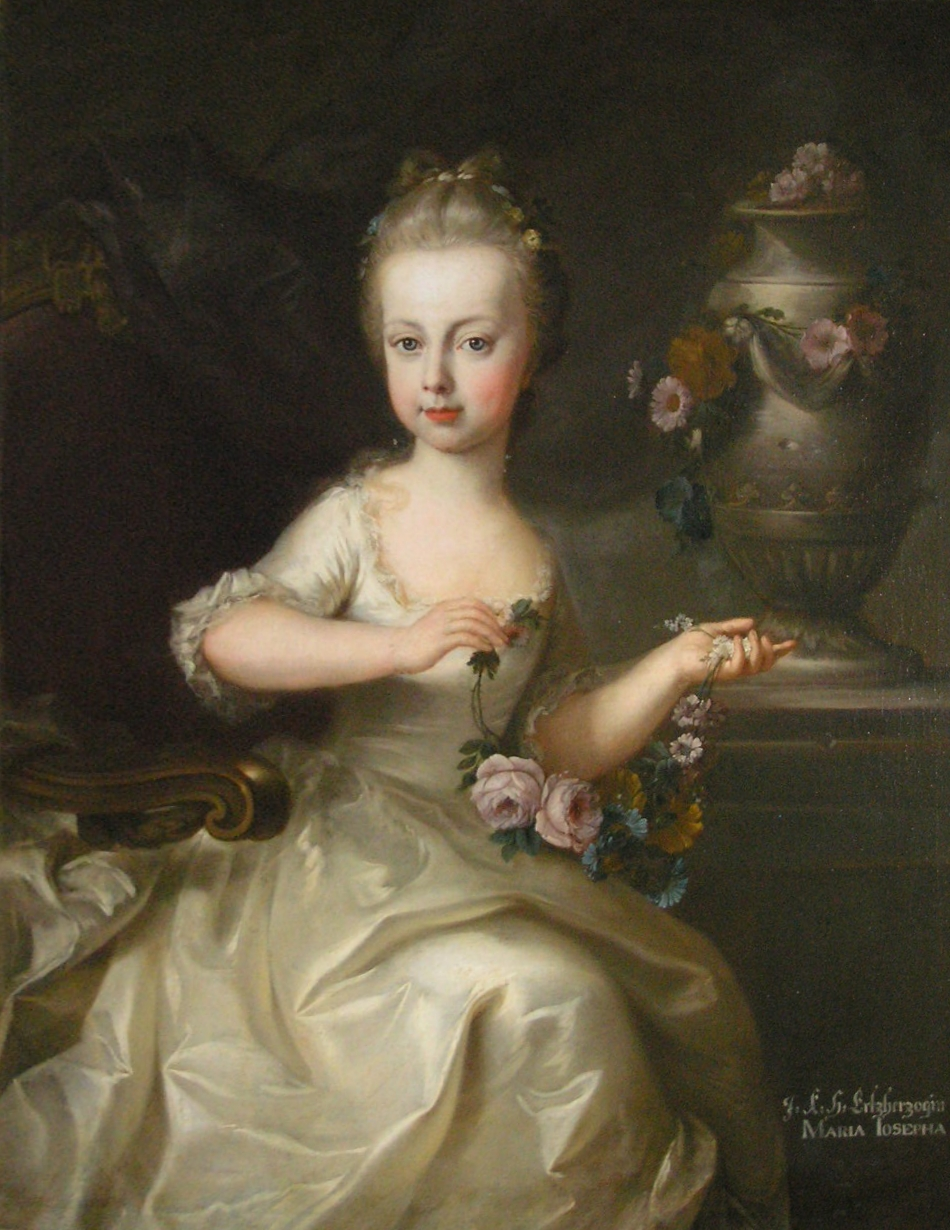
Marie-Josèphe enfant, par Martin van Meytens.

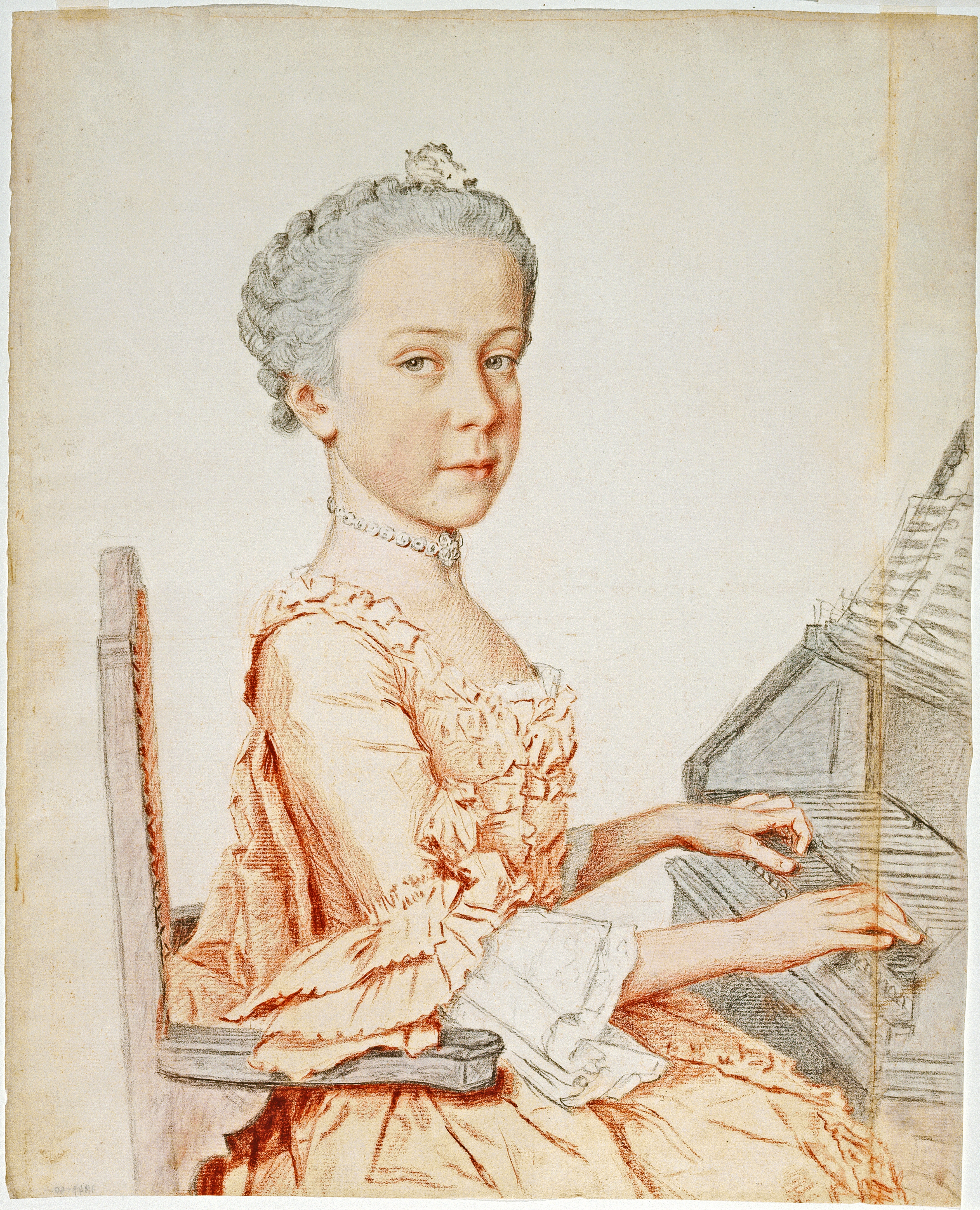
Marie-Josèphe d'Autriche, portrait au pastel par Jean-Étienne Liotard, 1762.

Elle est le douzième enfant de l'empereur François Ier de Lorraine et de l'impératrice d'Autriche Marie-Thérèse, leur neuvième fille et la sixième à avoir survécu au-delà de l'enfance.
En 1756, l'Autriche se réconcilie avec la France et contracte une alliance qui se traduit par un rapprochement des deux dynasties. Les mariages se multiplient entre la Maison de Bourbon qui règne non seulement sur la France mais aussi sur l'Espagne, Naples et la Sicile ainsi que Parme, Plaisance et Guastalla, et la Maison de Habsbourg-Lorraine qui détient le titre impérial et règne sur l'Autriche, la Hongrie, la Bohême, la Lombardie, les Provinces Belges et le Luxembourg ainsi que la Toscane. 
Ainsi dès 1761, l'héritier du trône impérial, Joseph, épouse Marie-Isabelle de Bourbon-Parme, tandis que l'archiduc Ferdinand-Charles est fiancé à l'infante Marie-Louise d'Espagne. L'archiduc meurt prématurément en 1761 et c'est son frère cadet, l'archiduc Léopold, destiné à régner sur la Toscane, qui épouse Marie-Louise d'Espagne. L'archiduchesse Marie-Jeanne Gabrielle est promise à Ferdinand IV, roi de Naples et de Sicile (1751-1825), second fils du roi d'Espagne et son cadet d'un an, mais elle meurt en 1762 de la variole. 

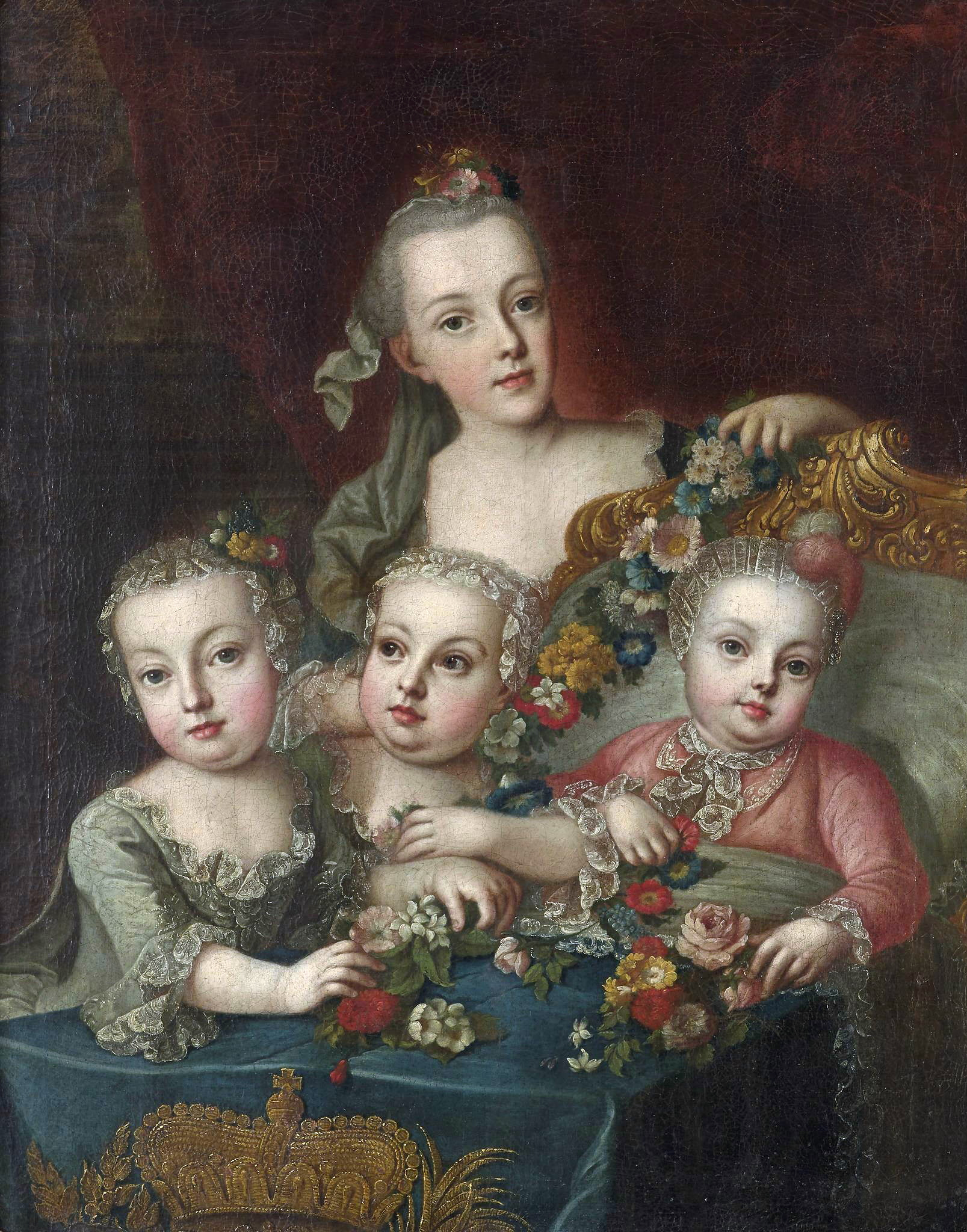
Marie-Josèphe (à l'arrière) avec ses jeunes frères et sœurs (à gauche) Marie-Caroline, (au centre) Marie-Antoinette et (à droite) Maximilien. Portrait par Alexeï Antropov.

L'impératrice Marie-Thérèse d'Autriche propose une autre de ses filles pour le trône de Naples. Elle souhaite d'abord marier sa fille Marie-Amélie — qui a 16 ans — à Ferdinand IV, mais le père du fiancé, le roi Charles III d'Espagne, refuse en raison de la différence d'âge entre les deux fiancés, Marie-Amélie ayant cinq ans de plus que Ferdinand ; le choix se reporte alors sur Marie-Josèphe. Elle a le même âge que son fiancé, et surtout, elle est décrite comme « délicieusement jolie, docile par nature » par son frère Joseph dont elle est la sœur préférée.
Enceinte pour la seconde fois, l'archiduchesse Marie-Isabelle contracte la variole et meurt en couches en 1763. Contre son gré, l'archiduc — devenu empereur en 1765 — est remarié à la princesse Josépha de Bavière, qui meurt en mai 1767 après deux ans de mariage, victime de la même maladie. 
Confrontée à ces décès, la jeune Marie-Josèphe d'Autriche est terrifiée à l'idée de mourir à son tour de la variole. Ses craintes se réalisent quand elle contracte la maladie et en meurt le 15 octobre 1767, à l'âge de 16 ans, le jour où elle devait quitter Vienne pour épouser son fiancé. Il est souvent dit qu'elle a attrapé la maladie en se recueillant, à la demande de sa mère, devant le sarcophage mal scellé de sa belle-sœur Josépha de Bavière. Cependant, la variole se déclare deux jours après sa visite à la Crypte des Capucins où repose Josépha, alors que les symptômes de la variole ne se déclarent normalement qu'une semaine après l'infection. Il est donc probable qu'elle ait déjà été infectée avant sa visite à la crypte.
Elle est inhumée à son tour dans la crypte impériale, dans le sarcophage 46.
Sa sœur cadette Marie-Caroline est alors fiancée à Ferdinand IV de Naples et de Sicile. Elle l'épousera l'année suivante. Ce mariage malheureux impressionnera beaucoup la cadette des filles du couple impérial, Marie-Antoinette, promise au futur roi Louis XVI de France.